# Fritz Bauduin
Fritz Bauduin (Princenhage, huis Burgst, 15 april 1864 - Warnsveld, Huize Baank, 31 mei 1943) was een Nederlands viceadmiraal en chef van het Militaire huis van de koningin.

## Biografie
Bauduin was een lid van de familie Bauduin en een zoon van bankdirecteur Dominicus Franciscus Antonius Bauduin (1827-1909) en Johanna Elisabeth Constantina de Harrigny Brouwer (1835-1909). Hij trouwde in 1897 met Marie Albertine Hoogeveen (1878-1904) en in 1918 met jonkvrouw Gertrude Susanne Six (1885-1968), hofdame van koningin Wilhelmina, lid van de familie Six. Uit het eerste huwelijk werden twee dochters geboren, uit het tweede een zoon Dominicus Constant Bauduin (1919-1942), luitenant-ter-zee, die sneuvelde tijdens de slag in de Javazee.
Bauduin trad in 1878 in dienst van de marine als adelborst bij het Koninklijk Instituut voor de Marine en klom op tot schout-bij-nacht en was in die functie commandant van het Nederlands eskader in Oost-Indië, waarover hij in 1920 publiceerde. Hij werd na pensionering per 1 november 1916 benoemd tot viceadmiraal. Vervolgens werd hij in 1916 adjudant van de koningin en in 1918 benoemd tot adjudant-generaal, tevens chef van het militair huis van de koningin.
Bauduin was drager van verschillende onderscheidingen, onder andere was hij ridder in de Militaire Willems-Orde, Orde van Oranje-Nassau en in de Orde van de Nederlandse Leeuw, grootofficier in de Orde van de Eikenkroon en drager van het grootkruis in de Huisorde van Oranje.